# Vazi-Sarra
Vazi-Sarra (łac. Diocesis Vazitanus) – stolica historycznej diecezji w Cesarstwie rzymskim w prowincji Afryka Prokonsularna, sufragania metropolii Kartagina. Współcześnie w Tunezji. Obecnie katolickie biskupstwo tytularne.

## Biskupi tytularni
| Lp. | Biskup                | Funkcja                                 | Od                | Do               |
| --- | --------------------- | --------------------------------------- | ----------------- | ---------------- |
| 1   | Stanislav Lenic       | biskup pomocniczy Lublany (Słowenia)    | 29 listopada 1967 | 4 stycznia 1991  |
| 2   | William Delgado Silva | biskup pomocniczy Maracaibo (Wenezuela) | 3 listopada 1995  | 14 kwietnia 1999 |
| 3   | Anton Losinger        | biskup pomocniczy Augsburga (Niemcy)    | 6 czerwca 2000    |                  |